# Val Costainas

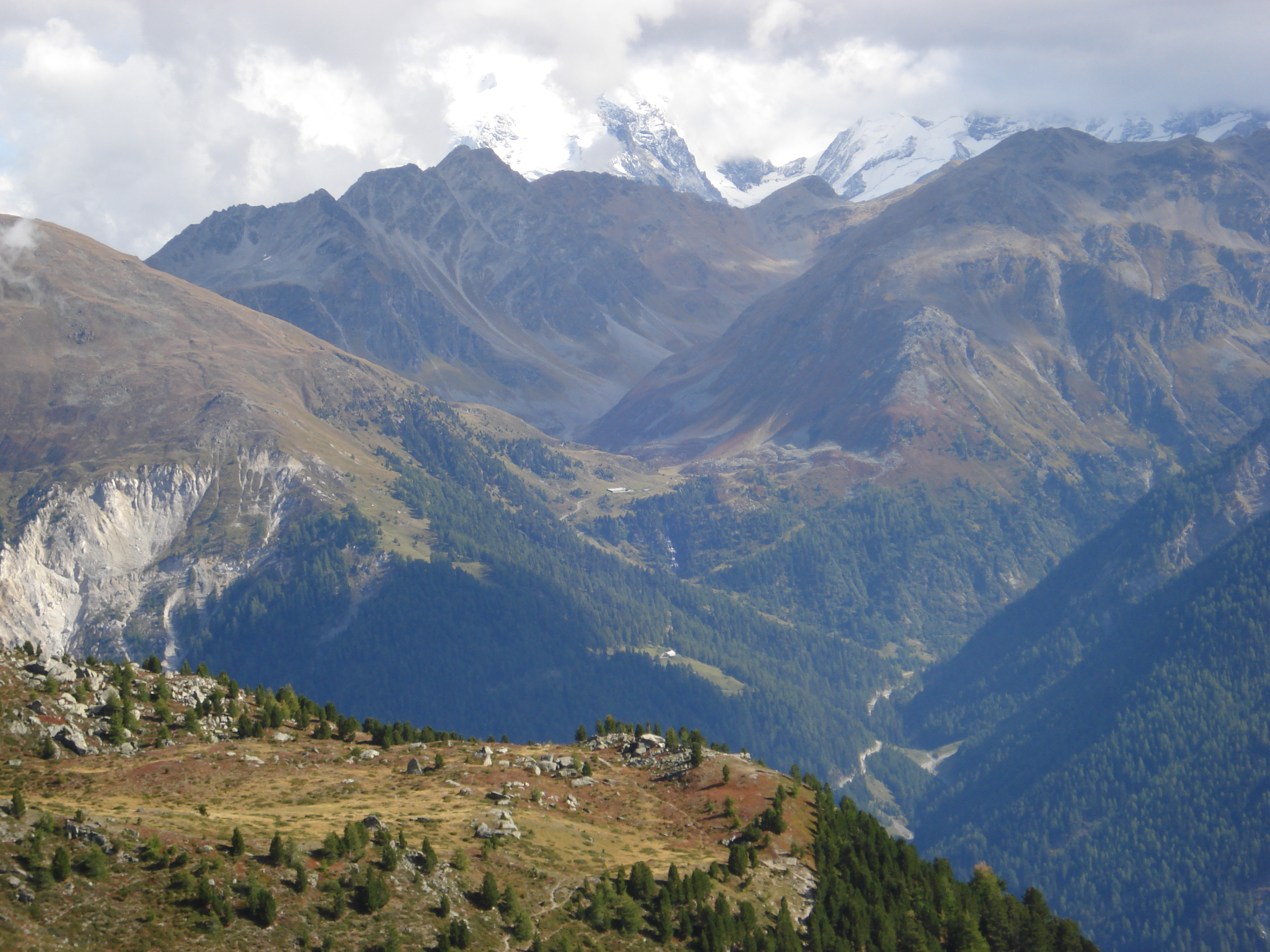
Alp Prasüra über dem Val Muraunza und Berge im Chavalatschkamm

Das Val Costainas ist ein rechtes Seitental des Val Muraunza im äussersten Südosten der Schweiz, nördlich des Stilfserjochs.
Das Tal liegt auf dem Gebiet der Gemeinde Val Müstair und wird von der Aua da Prasüra durchflossen, die im Lai da Costainas entspringt und bei der Punt Teal (1883 m ü. M.) in die Muranzina einmündet. Ein Wanderweg führt durch das Tal hoch zum Piz Cotschen (3026 m ü. M.) und weiter zum Stilfserjoch im Südtirol.